# Список українських письменниць
Українські письменниці, які народилися в Україні або чия творчість асоціюється з цією країною.
А Б В Г Ґ Д Е Є Ж З І Ї Й К Л М Н О П Р С Т У Ф Х Ц Ч Ш Щ Ю Я

## А
- Христина Алчевська (1882—1931), письменниця, драматург, прозаїк, поетеса та педагог.
- Роза Аусландер (1901—1988), німецька поетеса українського походження.
- Емма Андієвська (р. 1931), поетеса, новелістка, романістка.
- Софія Андрухович (1982 р.н.), прозаїк, перекладачка.

## Б
- Ганна Барвінок (Олександра Михай́лівна Білозерська-Куліш, 1828—1911), письменниця та феміністка (ще один псевдонім — А. Нечуй-Вітер).
- Марія Башкирцева (1858—1884), художниця, скульпторка та письменниця, авторка щоденника, який почала писати з 15 років французькою.
- Леся Богуславець (Олександра Ткач, 1931 р.н.), українська письменниця, проживає в Австралії. Народжена в Україні.
- Ніна Бічуя (1937 р. н.), прозаїк, дитяча письменниця, журналістка.
- Наталка Білоцерківець (1954 р.н), поетеса, перекладачка.
- Катерина Бабкіна, поетеса, прозаїк, сценарист та драматург.
- Любов Базів (1978 р.н.), журналістка і поетеса.
- Анна Багряна (1981 р.н.), прозаїк, поетеса, драматург, перекладачка.
- Ольга Береза (1973 р.н.), українська поетеса, письменниця, майстриня, ілюстраторка та етнографка.

## В
- Марко Вовчок, псевдонім Марії Вілінської (1833—1907), письменниця, перекладачка, видавниця та феміністка.
- Дарія Віконська (1893- 1945), письменниця, літературний критик, перекладачка, літературо- і мистецтвознавиця Галичини міжвоєнного періоду.
- Ірина Вільде (1907—1982), письменниця, прозаїк.
- Віра Вовк (1926—2022), поетеса, письменниця, прозаїк, драматург, перекладачка та літературознавиця, живе в Бразилії.
- Валерія Врублевська (нар. 1938) — письменниця, драматург, перекладачка.
- Галина Вдовиченко (1959 р.н.), письменниця та журналістка.
- Власта Власенко (Богдана Ковалюк, 1971 р.н.), поетеса.

## Г
- Грицько Григоренко (Олександра Судовщикова-Косач, 1867—1924), письменниця, перекладачка, феміністка та громадська діячка.
- Катря Гриневичева (Катерина Гриневич, 187-1947), письменниця.
- Зузанна Гінчанка (1917— 1945), польська поетеса та феміністка міжвоєнного періоду, народжена в Україні. Її життя пов'язане з українськими містами Рівне, Львів.
- Любов Голота (1949 р. н.), поетеса, журналістка, дитяча письменниця.
- Надійка Ге́рбіш (1987 р.н.), письменниця, перекладачка, журналістка та колумністка.
- Марина Гримич (1961 р. н), письменниця, історик, перекладачка.
- Тамара Горіха Зерня (Тамара Дуда, 1976 р.н.), письменниця, лауреатка Національної премії України імені Тараса Шевченка 2022 року. Авторка роману «Доця» (2019), відзначеного як книга року BBC.

## Д
- Арієль Дюран (Хая Кауфман, 1898—1981), американська письменниця, співавторка фундаментальної праці «Історія цивілізації» разом з чоловіком Вілом Дюраном. Народжена у Проскурові (нині — Хмпельницький).
- Рая Дунаєвська (1910—1987), американська філософ українсько-єврейського походження.
- Марина Дяченко (1968 р. н.), письменниця-фантастка, сценаристка та редакторка.
- Анастасія Дмитрук (1991 р.н.), поетеса.
- Люко Дашвар (Ірина Чернова, 1957 р.н.), письменниця, журналістка, авторка сценаріїв для телебачення.
- Лариса Денисенко (1973 р.н.), письменниця, адвокатка, правозахисниця, телеведуча, радіоведуча, член Українського ПЕН.

## Ж
- Ірина Жиленко (1941—2013), поетеса, есеїстка, дитяча письменниця, мемуаристка.

## З
- Наталя Забіла (1903-1985), поетеса, прозаїк, драматург.
- Оксана Забужко (1960 р. н.), письменниця, поетеса, публіцистка, феміністка, публічна інтелектуалка, громадська діячка.

## Й
- Світлана Йовенко (1945—2021), поетеса та прозаїк, публіцистка і перекладачка.

## І
- Оксана Іваненко (1906—1997), дитяча письменниця та перекладачка.
- Світлана Іщенко (1969 р.н.), поетеса, акторка, перекладачка, зараз живе в Канаді.

## К
- Наталія Кобринська (1851—1920), письменниця, редакторка, організаторка українського фемінізму.
- Надія Кибальчич-старша (1857—1918), письменниця. Мати письменниці Надії Кибальчич. Племінниця Ганни Барвінок.
- Уляна Кравченко (Юлія Шнайдер) (1860-1947) — учителька, письменниця, феміністка, перша в західній Україні поетеса, чиї твори стали популярними.
- Ольга Кобилянська (1863—1942), прозаїк, поетеса, драматург, феміністка, соратниця Лесі Українки.
- Наталена Королева (1888—1966), письменниця, лексикографиня, єгиптологиня, археолог і театральна акторка. Графиня з роду Домонтовичів.
- Олена Кисілевська (1869—1956), письменниця, журналістка, редакторка, видавниця, громадсько-політична та культурно-освітня діячка.
- Надія Кибальчич-молодша (1878—1914), письменниця. Донька Надії Кибальчич.
- Ліна Костенко (1930 р.), поетеса-шістдесятниця, дитяча письменниця, авторка роману у віршах.
- Патриція Килина (Патриція Нелл Воррен, 1936—2019), українська та американська письменниця, поетеса й перекладачка німецько-норвезько-ірландського походження. Член Нью-Йоркської групи.
- Ірина Калинець (1940—2012), поетеса, педагог, правозахисниця.
- Надія Красоткіна (1946 р.н.), українська поетеса та освітянка.
- Євгенія Кононенко (1959 р.н.), письменниця і перекладачка.
- Світлана Короне́нко (1960 р.н.), письменниця і журналістка.
- Дара Корній (1970 р.н.), українська письменниця прози.
- Маріанна Кіяновська (1973 р.н.), поетеса, прозаїк, есеїстка, перекладачка, літературний критик та літературознавиця.
- Галина Крук (1974 р.н.), поетка, літературознавиця, перекладачка. Член Асоціації українських письменників (2001) та Українського ПЕН.
- Ірена Карпа (1980 р.н.), письменниця, співачка, журналістка, телеведуча та акторка.
- Ірина Котляревська (1981 р.н.), дитяча письменниця.
- Катерина Калитко (нар. 1982), поетка, перекладачка, прозаїк.
- Ія Ківа (1984 р.н.), поетка, перекладачка, журналістка, критик.
- Ольга Купріян (1988 р.н.), письменниця, літературний критик, координаторка проєкту BaraBooka. Простір української дитячої книги.

## Л
- Наталя Лівицька-Холодна (1902- 2005), письменниця, поетеса, перекладачка.
- Оксана Лятуринська (1902—1970), поетеса, письменниця, публіцистка, журналістка, художниця, скульпторка, фольклористка і громадська діячка.
- Клариса Ліспектор (1920—1977), бразильська письменниця українсько-єврейського походження.
- Марина Левицька (1946 р.н.), британська письменниця українського походження, авторка книги «Коротка історія тракторів по-українськи».
- Оксана Луцишина (1974 р.н.), письменниця, перекладачка, літературознавиця. Член Українського ПЕН. Лавреатка Національної премії України імені Тараса Шевченка 2021 року за роман «Іван і Феба».

## М
- Костянтина Малицька (1842—1947), поетеса, прозаїк, перекладачка, бібліографка, редакторка, педагог.
- Галя Мазуренко (Боголюбова; англ. Hala Mazurenko; 1901—2000), письменниця та художниця в діаспорі, менторка, доктор філософії. Представниця Празької школи поезії.
- Марія Матіос (1959 р.н.), письменниця, політична діячка, лауреатка Шевченківської премії з літератури.
- Богдана Матіяш (1982 р.н.), письменниця, редакторка, перекладачка, літературний критик.
- Таня Малярчук (1983 р.н.), письменниця та публіцистка. Майстриня історичної прози. З 2011 року мешкає в Австрії.
- Анна Малігон (1984 р.н.), письменниця.

## Н
- Ірен Немировська (1903—1942), французька письменниця українського походження.

## O
- Ганна Осадко (1978 р.н.), письменниця, художниця, ілюстраторка книг.
- Марго Ормоцадзе (Маргарита Яковлева, 1981 р.н.), журналістка, прозаїк, поетеса, фотомисткиня.
- Ореста Осійчук (псевдонім — Оршуля Фариняк; 1982 р.н.), письменниця.

## П
- Олена Пчілка (1849—1930), письменниця, меценатка, перекладачка, етнографиня, фольклористка, публіцистка, громадська діячка, видавниця, учасниця національного та феміністичного рухів. Член-кореспондент Всеукраїнської академії наук.
- Марійка Підгірянка (1881—1963), поетеса і освітянка.
- Ліда Палій (1926 р.н.), українська поетеса, прозаїк, художниця і графікеса, археолог, мандрівниця, авторка популярних подорожніх нотаток. Живе у Канаді.
- Галина Пагутяк (1958 р.н.), письменниця в жанрах фентезі, наукової фантастики й готичного роману. Лауреатка Шевченківської премії з літератури за книгу прози «Слуга з Добромиля».
- Світлана Поваляєва (1974 р.н.), письменниця, журналістка.
- Світлана Пиркало (1976 р. н.), письменниця, журналістка, перекладачка, багаторічна ведуча української служби Бі-Бі-Сі.

## Р
- Одарка Романова (1853—1922), письменниця, поетеса-пісенниця, учасниця літературного гуртка «Плеяда». Належала до громадівського кола Лисенків, Косачів та Старицьких.
- Наталя Романович-Ткаченко (1884-1933), письменниця і перекладачка.
- Марія Ревакович (1960 р.н.), українська та американська поетка, перекладачка, критик та професор польського походження. Проживає в США.
- Ірен Роздобудько (1962 р.н.), письменниця, ілюстраторка та сценаристка.

## С
- Людмила Старицька-Черняхівська (1868–1941), письменниця (поетеса, драматург, прозаїк, перекладачка, мемуаристка), громадська діячка.
- Любов Сирота (1956 р. н.), поетеса, публіцистка, прозаїк, перекладачка, драматург.
- Ольга Слоньовська (1960 р.н.), поетеса, прозаїк, літературознавиця.
- Жанна Слоньовська (1978 р. н.), прозаїк.
- Мар'яна Савка (1973 р.н.), поетеса, дитяча письменниця, літературознавиця, публіцистка, головна редакторка і співзасновниця «Видавництва Старого Лева», перекладачка.
- Наталка Сняданко (1973 р.н.), письменниця, перекладачка, журналістка.
- Юлія Смаль (1979 р.н.), прозаїк, поетеса, казкарка, журналістка. Проживає у Німеччині.
- Ольга Саліпа (1986 р.н..), письменниця, поетка, журналістка.
- Ірена Слута (1986 р.н.), письменниця, поетеса, громадська діячка, дослідниця, психолог

## Т
- Зінаїда Тулуб (1890—1964), письменниця.
- Олена Теліга (1906—1942), поетка, літературна діячка, діячка ОУН.
- Раїса Троянкер (1909-1945), поетеса, журналістка.
- Марта Тарнавська (1930 р.н.), поетеса, літературознавиця, критик, перекладачка, бібліографка, член ОУП «Слово», УВАН у США.
- Людмила Тарнашинська (1952 р.н.), українська літературознавиця, літературний критик, прозаїк, поетеса, журналістка.
- Людмила Таран (1954 р.н.), поетеса, прозаїк, літературознавиця, журналістка.
- Галина Ткачук (1985 р.н.), дитяча письменниця, літературознавиця, редакторка.

## У
- Леся Українка (Лариса Косач-Квітка, 1871—1913), поетеса, прозаїкиня, драматург, перекладачка, літературний критик, публіцистка, фольклористка та феміністка.

## Ф
- Дебора Фоґель (1900—1942), єврейська письменниця, філософка та літературний критик. Писала їдишем та польською мовою, а також (хоча і меншою мірою) івритом. Життя пов'язане з Україною.

## Ц
- Ірина Цілик (1982 р.н.), кінорежисерка, письменниця, авторка поетичних і прозових творів.

## Ч
- Маруся Чурай — напівлегендарна народна співачка та поетеса часів Хмельниччини, яка жила в Полтаві. Їй приписують авторство низки відомих у народі пісень: «Ой не ходи, Грицю», «Котилися вози з гори», «Засвистали козаченьки» тощо.
- Дніпрова Чайка (Людмила Василевська,1861–1927), поетеса, оповідачка, перекладачка.
- Варвара Чередниченко (1896—1949), письменниця і педагог.
- Олена Чекан (1946—2013), акторка, сценаристка, журналістка.
- Тетяна Череп-Пероганич (нар. 1974), поетеса, прозаїк і драматург, журналістка, перекладачка, громадська діячка і волонтерка.

## Ш
- Марія Шунь (1962 р.н.), поетка, есеїстка, перекладачка, публіцистка. З 1995 р. проживає у США.
- Гаська Шиян (1980 р.н.), перекладачка, письменниця.

## Я
- Любов Яновська (1861—1933), новелістка, драматург, прозаїк, громадсько-політична діячка.
- Євгенія Ярошинська (1868—1904), письменниця, перекладачка, діячка жіночого руху, етнографка, писала німецькою та українською.
- Люба Якимчук (нар. 1985), письменниця, поетка.